# Römischer Gutshof Salet
Der Römische Gutshof Salet gehört zum Umfeld des römischen Vicus Centum Prata und liegt in Jona-Wagen, einem Ortsteil von Rapperswil-Jona im Kanton St. Gallen.

## Lage
Der Gebäudekomplex liegt auf einer bewaldeten Anhöhe an der Verbindungsstrasse zwischen Wagen und Bollingen, im Umfeld des Vicus Centum Prata in Kempraten und der römischen Bauten bei der Kirche St. Martin Busskirch.

## Villa Rustica
Der Gebäudekomplex ist weitgehend unerforscht, bekannt ist die Fundstelle für das 2011 restaurierte römische „Masclus permisit…“-Graffito aus einem Nebengebäude der römischen Villa rustica.

## Masclus-Graffito
Im Jahr 1946 wurde ein Nebengebäude der Villa vollständig ausgegraben. Es handelte sich um ein abgebranntes Wohnhaus, in dessen Keller sich Fragmente von Wandmalereien fanden, die stilistisch in das frühe 3. Jahrhundert zu datieren sind. Bei der Bergung wurde eine Wandkritzelei gefunden, die nie fertiggestellt worden war: „MASCLUS PERMISIT NATO TRAN“ (Masclus hat seinem Sohn erlaubt, hinüber…). Ob Masclus und sein Sohn Bewohner der Villa waren, dürfte ungeklärt bleiben.